# Artère cæcale antérieure
L'artère cæcale antérieure est une artère systémique de l'abdomen qui vascularise la face antérieure du cæcum.

## Origine
L'artère cæcale antérieure nait d'une arcade artérielle formée par les rameaux iléal et colique de l'artère iléocolique, cette arcade donne également naissance à l'artère cæcale postérieure.

## Trajet
L'artère cæcale antérieure se distribue sur la face antérieure du cæcum.